# Trochalus theryi
Trochalus theryi är en skalbaggsart som beskrevs av Louis Burgeon 1944. Trochalus theryi ingår i släktet Trochalus och familjen Melolonthidae. Inga underarter finns listade i Catalogue of Life.